# Yamoussoukro
Yamoussoukro és una ciutat de la Costa d'Ivori situada prop del llac de Kossou, embassament artificial sobre el riu Bandama. Situada a 6° 50′ N i 5° 15′ O, és des del 1983 la capital administrativa de l'estat en substitució d'Abidjan, a 240 km al sud, que n'és la ciutat principal i encara en concentra l'activitat econòmica.
La ciutat tenia 155.803 habitants segons el cens del 1998 i una població estimada el 2006 de 200.103 habitants, originalment d'ètnia baoulé, si bé actualment hi ha gent de procedència molt diversa, ja que es troba en una cruïlla de camins.
Hi destaca la basílica de la Mare de Déu de la Pau.

## Història
Yamoussoukro deu el seu nom a la reina Yamousso, que n'era la dirigent en temps de la colonització francesa. En aquella època (el 1901 tenia 475 habitants) era un petit poble anomenat N'Gokro, dedicat a l'agricultura. El 1939 la màxima autoritat del poble va passar a ser Félix Houphouët-Boigny, líder de la independència de la Costa d'Ivori, que hi va crear el Sindicat Agrícola Africà. Un cop nomenat president del nou estat, Houphouët-Boigny hi va dedicar fortes inversions i va donar les seves plantacions de Yamoussoukro a l'estat.
El març del 1983, Yamoussoukro va esdevenir la capital política i administrativa de la Costa d'Ivori després que, en l'últim segle, ho haguessin estat també Grand-Bassam (1893), Bingerville (1900) i Abidjan (1933).
El 6 de novembre del 2004, l'aeroport de Yamoussoukro fou atacat per la infanteria francesa després que un avió militar provinent de l'aeroport hagués bombardejat els soldats de la força de pau de l'ONU, a més de diversos objectius controlats pels rebels, en què havien mort nou militars francesos i un civil estatunidenc. L'atac francès va destruir dos Sukhoi Su-25 de la Costa d'Ivori i diversos helicòpters Mil Mi-24, que constituïen la major part de les forces aèries estatals. Això va provocar un avalot que es va girar contra les tropes franceses després de la incursió contra l'aeroport.

## Monuments i edificis destacats
A Yamoussoukro s'aixeca el que pretesament és el lloc de culte cristià més gran de la Terra, i per descomptat l'església més gran de l'Àfrica: la basílica de Nostra Senyora de la Pau, consagrada pel papa Joan Pau II el 10 de setembre del 1990.
També són destacables la presa de Kossou, la Fundació Félix Houphouët-Boigny, la Casa del PDCI-GDR, les diverses escoles de l'Institut Politècnic Félix-Houphouët-Boigny, l'aeroport internacional (amb una mitjana de 600 passatgers i 36 vols el 1995, és l'únic aeroport africà on podia aterrar el Concorde), l'Ajuntament, el temple protestant, la mesquita i el Palau dels Hostes.